# Lill-Oxögat
Lill-Oxögat är en sjö i Vindelns kommun i Västerbotten och ingår i Umeälvens huvudavrinningsområde.